# جی ال ایکس شاهین ۳
جی ال ایکس شاهین ۳ یا جنرال لوکس شاهین ۳ نام یک فبلت اندرویدی، ساخته شده توسط شرکت جی ال ایکس است که در تاریخ ۱۰ دسامبر ۲۰۲۱ معرفی شد.
این فبلت دارای صفحه نمایش سوپر امولد ۶٫۵۷ اینچی است و تنها در یک نسخه با حافظه ۱۲۸ گیگابایتی و ۸ گیگابایت رم عرضه شده است.
شاهین ۳ اولین گوشی این شرکت است که قابلیت اتصال به شبکه نسل پنجم اینترنت را داراست.